# 雅科夫·泽尔多维奇

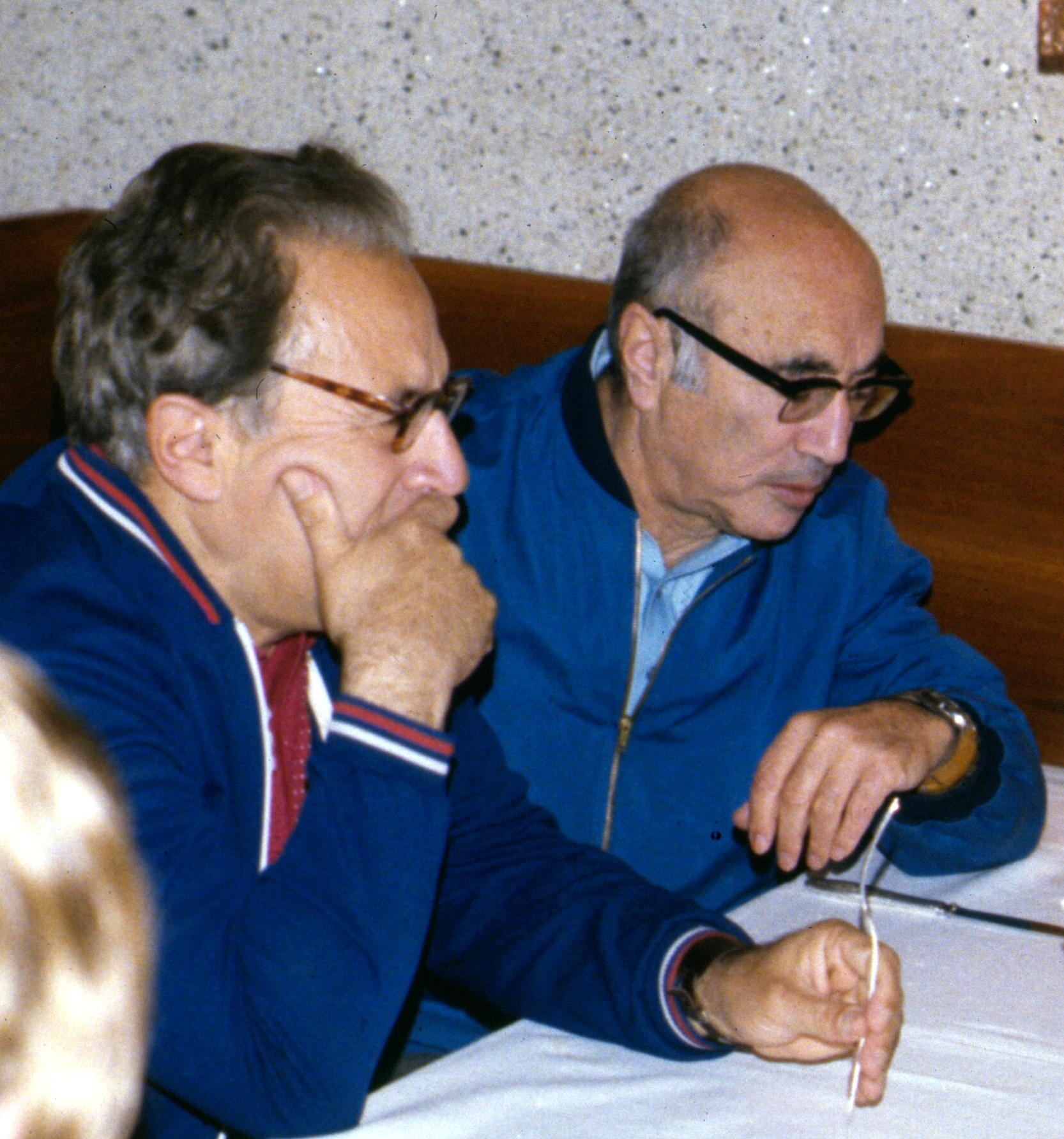
雅可夫·泽尔多维奇（右）和天文學家約瑟夫·什克洛夫斯基（左），1977年。

雅可夫·鲍里索维奇·泽尔多维奇（俄语：Яков Борисович Зельдович，1914年3月8日—1987年2月12日），前苏联理论天体物理学家。

## 简历
泽尔多维奇1914年出生于明斯克（今白俄羅斯首都）。1930年高中毕业后，在金属工艺研究所当实验员。自1931年，开始在莫斯科的苏联科学院化学物理研究所当实验员。未受过正式大学教育，自学大学课程。1934年被物理化学研究所录取为研究生，并于1936年获得副博士学位。1939年获得了博士学位。1958年成为苏联科学院院士。

## 研究工作
早年研究工作在物理化学领域：吸附和催化的理论与实验研究，含氮化合物的燃烧与爆炸的实验研究，燃烧理论。爆炸过程中氧化氮的生成机制，称为泽尔多为奇机制。
后研究兴趣转移到爆炸力学和流体力学。
1939年起，开始从事铀裂变的研究，提出链式反应理论。1943年开始参与苏联核武器研发，提出了氢弹的泽尔多维奇-萨哈罗夫构型。并开始对纯粹的核物理和粒子物理发生研究兴趣，并取得了不少成果，预言了pi介子的贝塔衰变，预言了mu子催化。
自1956年，开始研究天体物理和宇宙学。第一个提出类星体来自于黑洞吸积盘、恒星磁场起源方面提出“拉伸-扭转-折叠”机制的发电机理论、提出活动星系核的能量来自超大质量黑洞。宇宙学领域的引力物质的泽尔多为奇不稳定性。在宇宙大尺度结构方面提出了一系列非常有洞察力的近似，并有许多开创性的工作。这种洞察力来自于他早年从事气体动力学、爆炸冲击波研究的经验。1964年，泽尔多维奇提出银河系X射线源是双星系统中的中子星或者黑洞的吸积过程产生的。同年他还提出了宇宙微波背景辐射的存在。1972年，他与拉希德·苏尼亚耶夫预言了星系团对背景辐射的影响，这一现象被命名为苏尼亚耶夫-泽尔多维奇效应，可以用来测量星系团中物质的分布、哈勃常数的数值等等。
史蒂芬·霍金曾对泽尔多为奇说，“在我遇到您以前，我以为泽尔多为奇是一个类似于布尔巴基一样的集体笔名。”

## 个人生活
雅科夫·澤爾多維奇與妻子瓦爾瓦拉·帕夫洛夫娜·康斯坦丁諾娃育有一個兒子和兩個女兒，他們也是物理學家：兒子和女兒——奧爾加·雅科夫列夫娜·澤爾多維奇和瑪麗娜·雅科夫列夫娜·澤爾多維奇。
澤爾多維奇還與O.K.生了一個女兒安努什卡與希里亞耶娃。
1958年，澤爾多維奇與尼娜·尼古拉耶夫娜·阿加波娃生了另一個兒子，他的名字叫列昂尼德·雅科夫列維奇·阿加波夫。 他於2016年去世，享年58歲。

## 著作
他写过一本很好的微积分教材，英文版称《Higher Math for Beginners》，里面渗透了很多物理观点，著名数学家弗拉基米爾·阿諾爾德称之为“当代最好的数学分析教科书”。